# Muş
Muş es un distrito y una ciudad al este de Turquía y capital de la provincia de Muş. Cuenta con una población de 70.509 habitantes (2007).
El origen de la ciudad se remonta al siglo VI y actualmente conserva los restos de dos ciudadelas y el caravansaray de Aslanhane. Se considera uno de los primeros focos de la civilización armenia y, hasta los años 1960, albergó antiguas iglesias armenias. Existen mezquitas del periodo selyúcida, como Alaeddin Pasa, Haci Seref y Ulu. A lo largo de la historia, Muş ha estado bajo dominio de las civilizaciones de Urartu, Media, persas, armenios, bizantinos y otomanos.